# 瑪格麗特·比斯
瑪格麗特·比斯（法語：Marguerite Bise，法語發音：[maʁɡəʁit biz]；1898年8月8日—1965年5月21日）出生於法國巴黎，是一位法式料理的女廚師，亦是第三位獲得米其林指南三星評鑑的女廚師。

## 生平
瑪格麗特·瓦倫丁·索圖羅（法語：Marguerite Valentine Sautureau）嫁給馬里于斯·比斯（法語：Marius Bise），他們在奧弗涅-隆-阿爾卑斯大區上薩瓦省塔盧瓦爾小酒館，在夫婦倆用心的經營下，後來擴大成Auberge du Père Bise餐廳，瑪格麗特是餐廳的主廚，拿手料理是：焗烤小龍蝦、龍蒿配布雷斯雞等等。1930年代瑪格麗特·比斯、費爾南·普安、歐仁妮·布拉齊耶等人，成為當時法國著名的廚師之一。
1951年瑪格麗特·比斯獲得米其林指南三星評鑑，是米其林指南自1900年發行以來的第三位，榮獲三星評鑑的女主廚。1965年瑪格麗特·比斯逝世之後，兒子弗朗索瓦·比斯繼承家業，在1970年時再次榮獲米其林指南三星評鑑，當瑪格麗特·比斯的孫女蘇菲·比斯也成為廚師之後，Auberge du Père Bise餐廳延續了三個世代，直到2016年才賣給年輕廚師讓·蘇爾皮斯。

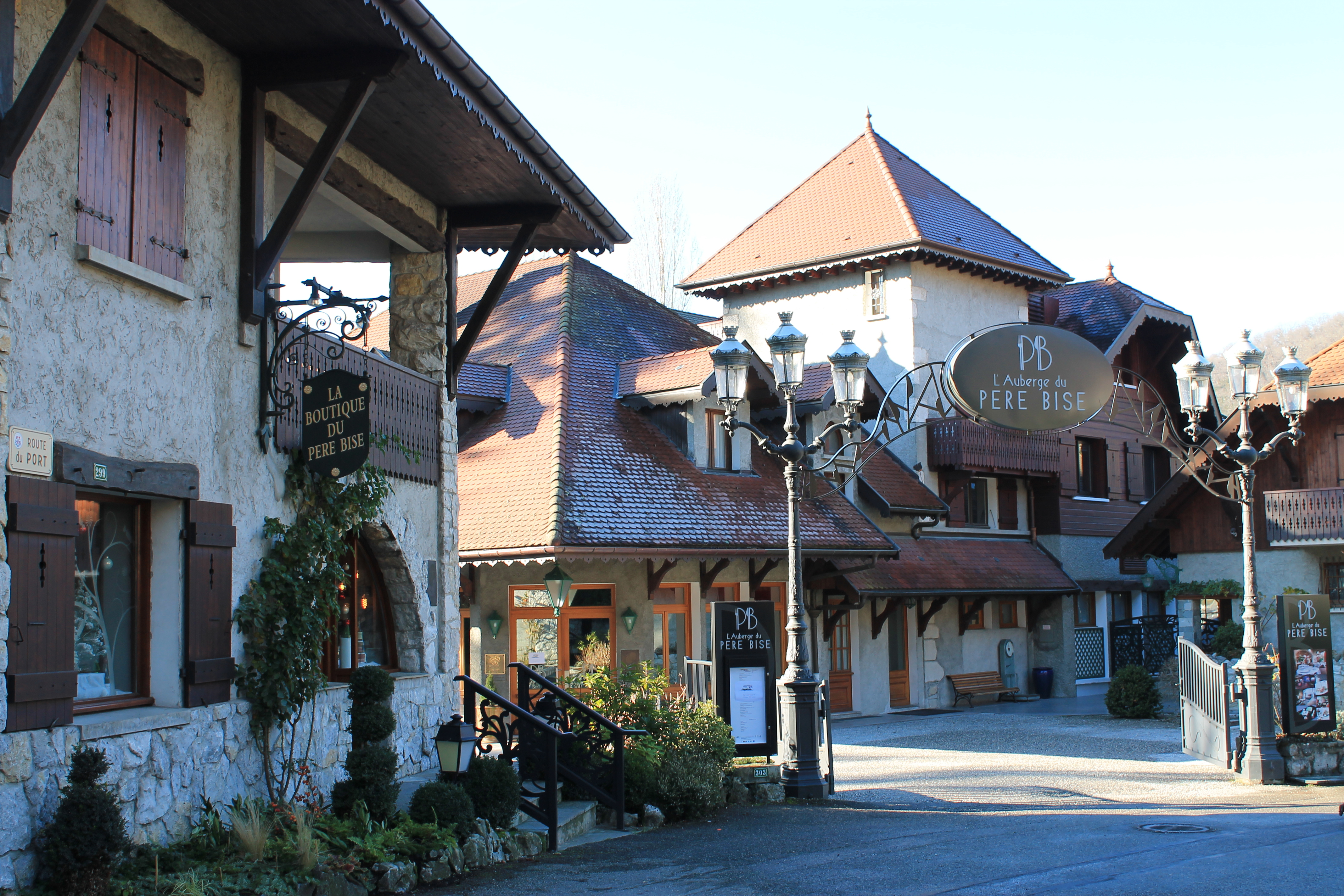
Auberge du Père Bise餐廳